# 小沢専七郎

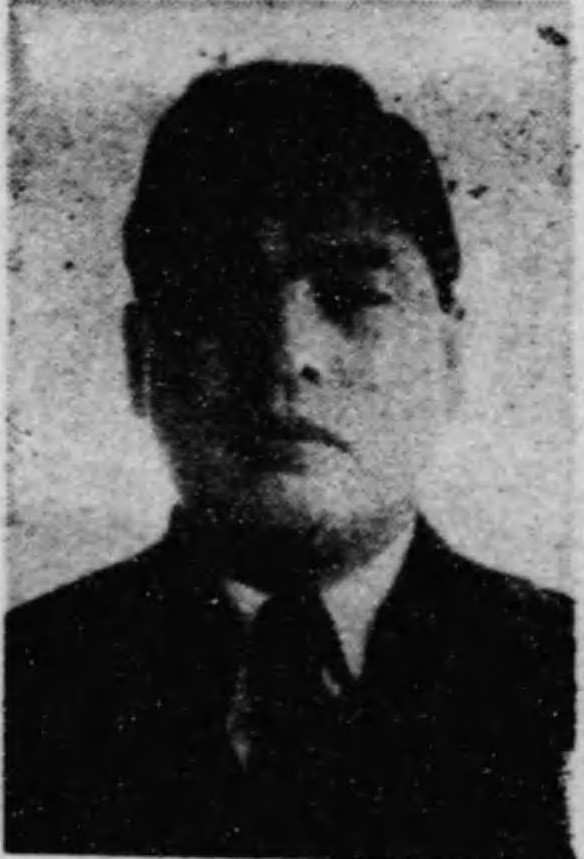
小沢専七郎

小沢 専七郎（小澤、おざわ せんしちろう、1905年（明治38年）3月1日 - 1966年（昭和41年）12月4日）は、日本の政治家、衆議院議員（1期）。実業家。

## 経歴
福島県石城郡上遠野村（のち遠野町、現在のいわき市）出身。東京高等工科学校（現在の日本工業大学駒場高等学校）電機科で学ぶ。法律事務所勤務を経て、1938年（昭和13年）日本防空食糧株式会社（のち大日本防空食糧株式会社）を設立する。ほか日本国民食糧、日本製塩、茨城県合同罐詰、小沢木材工業などを創立、各社長となった。
1947年（昭和22年）の第23回衆議院議員総選挙において、福島3区から民主党より出馬し、当選。同党総務委員となる。翌1948年（昭和23年）6月には民主党を離党し、「日本国民党結成準備会」を結成、10月には会派を「新自由党準備会」に改名。12月には「新自由党」となった。衆議院議員は1期務め、1949年（昭和24年）の第24回衆議院議員総選挙には出馬しなかった。
その後は国際真珠(株)社長などになる。勲四等瑞宝章を受章し、1966年（昭和41年）に死去した。没後、従五位を受けた。
このほか東京保護事業協会会長を務めた。